# Layana (kommunhuvudort)
Layana är en kommunhuvudort i Spanien.   Den ligger i provinsen Provincia de Zaragoza och regionen Aragonien, i den nordöstra delen av landet, 290 km nordost om huvudstaden Madrid. Layana ligger 481 meter över havet och antalet invånare är 115.
Terrängen runt Layana är platt åt sydväst, men åt nordost är den kuperad. Runt Layana är det glesbefolkat, med 10 invånare per kvadratkilometer. Närmaste större samhälle är Sádaba, 2,5 km sydväst om Layana. Trakten runt Layana består till största delen av jordbruksmark.